# ライトノベル系レーベル一覧
ライトノベル系レーベル一覧（ライトノベルけいレーベルいちらん）は、ライトノベルを刊行しているレーベルの一覧である。日本国内に限る。

## 主なライトノベル系レーベル
レーベル名の横に記載しているのは、各レーベルの新刊に折り込みで添付されるチラシ。単に「○○文庫 ×月の新刊」のような表題である場合は記載しない。※印は発行元。

### 文庫
アルファポリス
- アルファライト文庫
- レジーナ文庫

一迅社
- 一迅社文庫アイリス

イマジカインフォス
- ヒーロー文庫

SBクリエイティブ
- GA文庫 - ジーエーえくすぷろ〜らぁ

オーバーラップ
- オーバーラップ文庫 - CLUB OVERLAP NEWS

KADOKAWA
アスキー・メディアワークス（旧・メディアワークス）
- 電撃文庫 - 電撃の缶詰
- 電撃ゲーム文庫

エンターブレイン
- ファミ通文庫 - Famitsu Bunko News
- ビーズログ文庫

角川書店
- 角川スニーカー文庫 - スニーカーNAVI（旧・ザッツすにすに、スニーカー文庫 STREET THEATER）
- 角川ビーンズ文庫（旧・角川ティーンズルビー文庫） - The Beans News（旧・ビーンズ王国月報）

富士見書房
- 富士見ファンタジア文庫 - ファンタジアチャンネル（旧・FunFunファンタジア、ドラゴンプレス（コミックス・書籍と共通）、ドラゴン通信）
- 富士見ドラゴンブック

メディアファクトリー
- MF文庫J - その名もJ（MFコミックスと共通）

京都アニメーション
- KAエスマ文庫

講談社
- 講談社ラノベ文庫 - ラノベ文庫通信
- 講談社X文庫ホワイトハート

実業之日本社
- Jノベルライト文庫

コスミック出版
- コスミック文庫α
- ハガネ文庫

集英社
- ダッシュエックス文庫 - D.com
  - ダッシュエックス文庫DIGITAL☆

- コバルト文庫 - 乙女ちっく通信
  - eコバルト文庫☆

主婦と生活社
- PASH!文庫

小学館
- ガガガ文庫 - ガ報

新書館
- ウィングス文庫

宝島社
- このライトノベルがすごい!文庫 - このライトノベルがすごい!文庫ニュース

ハーパーコリンズ・ジャパン
ハーレクイン
- プティルノベルス

一二三書房
- ブレイブ文庫

BookBase
- ダンガン文庫

ベストセラーズ
- ワニのピア文庫

ホビージャパン
- HJ文庫 - HJ日和

マイクロマガジン社
- GCN文庫

### 新書・単行本
レーベルとして存在しているが、名前のついていないレーベルはカッコ書きで記す。
アース・スター エンターテイメント
- アース・スターノベル
- アース・スター ルナ

飛鳥新社
- with stories

アルファポリス
- （男性向け小説投稿サイト書籍化レーベル）
- レジーナブックス

イカロス出版
- あくしずレーベル

一迅社
- アイリスNEO
- （男性向けレーベル）
- （ボーカロイド楽曲書籍化レーベル）
- 一迅社ノベルス
- HOWLノベルス

イマジカインフォス
- プライムノベルス

インプレスR&D
- いずみノベルズ

宙出版
- シェリーLoveノベルズ

オーバーラップ
- オーバーラップノベルス
- オーバーラップノベルスf

KADOKAWA
- 電撃の新文芸
- ドラゴンノベルス
- アスキー・メディアワークス（ボーカロイド楽曲書籍化レーベル）
- 電撃の単行本
- エンターブレイン（ゲームノベライズ、ネット小説書籍レーベル）
- カドカワBOOKS
- 角川書店（男性向けレーベル）
- MFブックス（フロンティアワークスと共同）
- IIV（発行：ドワンゴ）

ベストセラーズ
- （男性向けレーベル）

幻冬舎コミックス（発売：幻冬舎）
- （小説投稿サイト書籍化レーベル）

講談社
- Kラノベブックス
- Kラノベブックスf
- 講談社BOX
- レジェンドノベルス
- レジェンドノベルス・エクステンド

三交社
- UGnovels

実業之日本社
- Jノベルライト

集英社
- ジャンプ ジェイ ブックス
- Dノベル
- Dノベルf

主婦と生活社
- PASH!ブックス

ジュリアンパブリッシング
- フェアリーキス ピュア

小学館
- ガガガブックス

新紀元社
- モーニングスターブックス
- ナイトスターブックス
- （男性向け小説投稿サイト書籍化レーベル）

新書館
- ウィングス・ノヴェル

スクウェア・エニックス
- SQEXノベル
- ゲームノベルズ

スターツ出版
- グラストNOVELS
- ベリーズファンタジー
- ベリーズファンタジースイート

星海社
- 星海社FICTIONS

ソフトバンクグループ
SBクリエイティブ
- GAノベル

ツギクル
- ツギクルブックス

TYPE-MOON
- TYPE-MOON BOOKS

宝島社
- （小説投稿サイト書籍化レーベル）

中央公論新社
- C★NOVELSファンタジア - CHUKO ENTERTAINMENT NEWS

つちや書店
- EXTRAノベル

TOブックス
- （小説投稿サイト書籍化レーベル）

ドリコム
- DREノベルス

ハーパーコリンズ・ジャパン
ハーレクイン
- プティルブックス

一二三書房
- サーガフォレスト

ブシロードワークス
- ブシロードノベル

フロンティアワークス
- アリアンローズ

ファンギルド
- novelスピラ

双葉社
- Mノベルス
- Mノベルスf

フロンティアワークス
- アリアンローズ

ビジュアルアーツ（発売：パラダイム）
- キネティックノベルス

ぶんか社
- BKブックス
- BKブックスf

ホビージャパン
- HJノベルス

マイクロマガジン社
- GCノベルズ

マッグガーデン
- マッグガーデン・ノベルズ

MUGENUP
- ムゲンライトノベルス

### その他
☆は電子書籍。
天海社

- DIANA文庫☆

ピーエーワークス
- P.A.BOOKS☆

ビーグリー
- ノベルバノベルズ☆

夢中文庫
- 夢中文庫アレッタ☆
- 夢中文庫セレナイト☆

## 休廃刊したライトノベル系レーベル
★は新書・単行本、☆は電子書籍。
愛中出版
- GL文庫☆

朝日新聞出版
- ソノラマノベルス★
- 朝日ノベルズ★

朝日ソノラマ
- ソノラマ文庫（朝日文庫とソノラマノベルスが継承）
- ソノラマ文庫NEXT
- パンプキン文庫

アスペクト
- ファミ通ゲーム文庫
- ログアウト冒険文庫
- ログアウト文庫

イースト・プレス
- レガロシリーズ★

一迅社
- ZERO‐SUM NOVELS★
- Yuri‐Hime Novel★
- 一迅社文庫

インプレス
- SAMURAi文庫★

エヌオーワンセブン
- 萌え萌え文庫

オークラ出版
- NMG文庫

宙出版
- Next Novels★
- ヒストリアノベルズ★

学習研究社→学研パブリッシング
- メガミ文庫
- もえぎ文庫

- もえぎ文庫ピュアリー

- レモン文庫

KADOKAWA
角川書店
- ASUKAノベルス★
- 角川スニーカーG文庫
- ニュータイプノベルズ★

富士見書房
- FUJIMI SHOBO NOVELS★（カドカワBOOKSに移籍）

エンターブレイン
- KCG文庫 ※ブックウォーカー（旧・角川コンテンツゲート）
- ビーズログ文庫アリス
- ログインテーブルトークRPGシリーズ

Gzブレイン
- （新文芸レーベル）

メディアファクトリー
- L-エンタメ小説
- NOVEL 0

角川春樹事務所
- Re:文庫

キルタイムコミュニケーション
- KTC文庫
- レベルアップノベルズ★

クリーク･アンド･リバー
- アマゾナイトノベルズ（博報堂DYデジタルと共同）☆

クリスタ出版
- CRESTAR ★

ケイエスエス
- KSSコミックノベルス★

ベストセラーズ
- プレリュード文庫
- ラノベスト

幻冬舎
- 幻狼ファンタジアノベルス★

コーエーテクモゲームス（旧・コーエー）
- GAMECITY文庫

講談社
- KCノベルス
- 講談社X文庫
  - 講談社X文庫ティーンズハート

- LINE NOVEL

光風社出版
- アルゴ文庫

光文社
- 光文社ライトブックス

コナミデジタルエンタテインメント
- コナミノベルス★

サークル出版
- サークル文庫

サクセス
- SuperLite文庫☆

実業之日本社
- アソベルノベル★

ジャイブ
- integral（旧・ジャイブTRPGシリーズ）

集英社
- コバルト文庫ピンキー
- スーパーファンタジー文庫
- スーパーダッシュ文庫

小学館
- キャンバス文庫
- スーパークエスト文庫
- パレット文庫
- ルルル文庫
- FCルルルnovels★

新紀元社
- ネオ・ゲーム文庫
- ネオスブックス ブロッサムサイド★

新書館
- ウィングス・ノヴェルス★

新声社
- ゲーメストΖ文庫

スクウェア・エニックス（旧・エニックス）
- エニックス文庫
- EXノベルズ★
- ガンガンノベルズ
- スクウェア・エニックス・ノベルズ★

星海社
- 星海社文庫

創芸社
- 創芸社クリア文庫
- 創芸社クリスタルブックス★

ソニー・マガジンズ
- ソニー・マガジンズ文庫AX

大洋図書
- SHY FANTASY★

大陸書房
- 大陸ノベルス★
- 大陸ネオファンタジー文庫

竹書房
- ガンマ文庫
- ゼータ文庫

辰巳出版
- T-LINEノベルス★

ディスカヴァー・トゥエンティワン
- ノベライドル★
- Right Novel★

徳間書店
- アニメージュ文庫
- 徳間AMキャラ文庫 → 徳間キャラ文庫
- 徳間文庫パステル
- 徳間デュアル文庫
- トクマ・ノベルズEdge★
- アークライトノベルス★

ニトロプラス
- ニトロプラスブックス

ネットワーク出版
- Nライトノベル文庫☆

ハーヴェスト出版
- みのり文庫
- なごみ文庫

白泉社
- 白泉社My文庫
- 花とゆめCOMICSスペシャル花とゆめノベルズ★
- 花とゆめCOMICSスペシャルLaLaノベルズ★

白好出版
- ホワイトブックス★

パブリッシングリンク
- フローライト☆

パラダイム
- まるち文庫

PHP研究所
- スマッシュ文庫
- VG文庫
- PHPコミックス

ビジュアルアーツ（発売：パラダイム）
- VA文庫

一二三書房
- 桜ノ杜ぶんこ
- オトメイトノベル★

フィールドワイ（発売：メディアパル）
- ファルコムBOOKS

双葉社
- フタバファンタジー★
- 双葉文庫comicoBOOKS ※NHN PlayArt

富士見書房
- 富士見ミステリー文庫
- style-F★

フロンティアワークス
- フィリア文庫
- ノクスノベルス★

ベストセラーズ
- ワニノベルス

芳文社
- 芳文社KR文庫

ポークチェック
- pixiv Visual Story☆

ポニーキャニオン
- ぽにきゃんBOOKS★（同名レーベルで文庫・単行本の両方が存在）

ホビージャパン
- HJ文庫G
- アヴァロンノベルス★（HJノベルスが継承）

マイクロマガジン
- ブックブラスト★

マイナビ出版
- 楽ノベ文庫☆

毎日新聞出版
- μNOVEL★

UDリバース
- MAGNET MACROLINK★

マッグガーデン
- マッグガーデンノベルス
- WITノベル

三笠書房
- f-Clan文庫

メディアワークス（アスキーと合併）
- 電撃G's文庫（電撃文庫と電撃ゲーム文庫に継承）

メディエイション（発売：廣済堂あかつき）
- E☆2スナックノベルス

YANN
- ノベリズム文庫☆

リーフ出版
- ZIGZAG NOVELS★

リブレ出版
- LBブックス★

林檎プロモーション
- フェザー文庫
- フリーダムノベル★

リンダパブリッシャーズ
- レッドライジングブックス★

LINE
- LINEノベル
- LINE文庫エッジ

## 官能小説
ライトノベルのように、漫画やアニメ調のイラストを多用している官能小説レーベル。★は新書・単行本、☆は電子書籍。日本国内に限る。

### ジュブナイルポルノ（エロライトノベル）
ジュブナイルポルノ小説の詳細はジュブナイルポルノ#レーベルを参照。
KADOKAWA
エンターブレイン
- オシリス文庫（旧・ペガサス文庫）☆

キルタイムコミュニケーション
- 二次元ドリームノベルズ★
- 二次元ドリーム文庫
- ビギニングノベルズ★

三交社
- ディヴァースノベル★ ※メディアソフト

竹書房
- ヴァリアントノベルズ★

パラダイム
- オトナ文庫
- キングノベルス★
- ぷちぱら文庫
- ぷちぱら文庫Creative

### ボーイズラブおよびティーンズラブ
ティーンズラブ小説の詳細はティーンズラブ#小説参照。
アルファポリス
- エタニティブックス★
- エタニティ文庫
- ノーチェブックス★

Ai digital publishing
- トパーズ・ノベルス☆
- ジュリアン・ノベルス☆

イースト・プレス
- シュガーLOVE文庫☆
- splush文庫
- ソーニャ文庫

一迅社
- メリッサ★
- メリッサ文庫

A-KAGURA編集部
- 蜜愛セレナーデ文庫☆
- 艶恋ベローナ文庫☆

オークラ出版
- プリズム文庫

笠倉出版社
- CROSS NOVELS★
- NiμNOVELS★

KADOKAWA
アスキーメディアワークス
- ジュエルブックス★
- ジュエル文庫

エンターブレイン
- eロマンス文庫☆
- eロマンスロイヤル☆

角川書店
- 角川ルビー文庫

くるみ舎
- こはく文庫☆
- スピカ文庫☆

幻冬舎コミックス
- リンクスロマンス★
- ルチル文庫

コスミック出版（旧・コスミックインターナショナル）
- セシル文庫

三交社
- ガブリエラブックス★ ※メディアソフト

集英社
- シフォン文庫

ジュリアンパブリッシング
- ロイヤルキス文庫
- カクテルキス文庫
- チュールキス文庫
- フェアリーキス ピンク

心交社
- ショコラ文庫

新書館
- ディアプラス文庫

竹書房
- 蜜猫novels★
- 蜜猫文庫
- 蜜夢文庫
- ラヴァーズ文庫

ハーパーコリンズ・ジャパン
ハーレクイン
- ヴァニラ文庫
- マーマレード文庫
- ルネッタブックス★

白泉社
- 花丸文庫

パブリッシングリンク
- らぶドロップス☆

二見書房
- シャレード文庫
- ハニー文庫

プランタン出版
- ティアラ文庫 - ティアラ☆パーティー→コフレ
- オパール文庫 - コフレ（ティアラ文庫と共通）

ぶんか社
- PRIMO NOVELS

MUGENUP
- エクレア文庫

夢中文庫
- 夢中文庫クリスタル☆
- 夢中文庫ロマンス☆
- 夢中文庫プランセ☆
- 夢中文庫ペアーレ☆

### 休廃刊したレーベル（官能小説）

#### 男性向け
一二三書房
- オルギスノベル★（ブレイブ文庫と統合）

オークス
- ヴァージン☆文庫

海王社
- えちかわ文庫

キルタイムコミュニケーション
- あとみっく文庫
- 二次元ゲームノベルズ★
- 二次元ゲーム文庫
- 二次元EXノベルズ★
- 二次元ぷち文庫☆

Softgarage
- ソフガレノベルズ（同名レーベルの新書判も存在）

ハーヴェスト出版
- ハーヴェストノベルズ

パラダイム
- PARADIGM NOVELS★
- Can♥d select★

フランス書院
- ナポレオン文庫
- ナポレオンXXノベルズ
- 美少女文庫
- 美少女文庫えすかれ
- BJノベル★

ベストセラーズ
- プレリュード文庫

ミリオン出版
- APRICOT NOVELS

#### 女性向け
アイデジタル パブリッシング
- ジュリアンノベルス☆

茜新社
- オヴィスノベルズ★
- ステラ☆ノベル☆

飛鳥新社
- Hugノベルズ★（発売元が廣済堂あかつきに移行）※メディエイション
- Hugノベルズ文庫（同上）※メディエイション

あんず堂
- アプリコット・ノベルズ★

イー・コネクション
- ジーン・ノベルズ★

イーストプレス
- アズ・ノベルズ★（アズ文庫と共にsplush文庫としてリニューアル）
- アズ文庫

一迅社
- ロワ・ノベルズ（ロワ・ブランとしてリニューアル）★
- ロワ・ブラン★

インフォレスト
- ジュリエット文庫

エムウェーブ
- エミューノベルズ★

桜桃書房
- ヴァリオノベルズ★
- Eclips NOVEL★
- FUDGE NOVELS★

オークラ出版
- I’Sノベルズ★
- アクアノベルス★
- アクア文庫
- エバーロマンス
- エバープリンセス
- ハニーアイスノベルズ★

宙出版
- CITRUS NOVELS★

太田出版
- ohta BL NOVELS★

オデッサプロジェクト
- まほろば文庫☆

海王社
- GUSH NOVELS★
- ガッシュ文庫

学研パブリッシング
- ハニータイム文庫☆

学習研究社
- ピチコミノベルズ★

KADOKAWA
アスキーメディアワークス
- B-PRINCE文庫
- スイート★ノベル→BLスイートノベル・TLスイートノベル（細分化）☆

角川書店
- クロスラブ

メディアファクトリー
- フルール文庫ルージュライン
- フルール文庫ブルーライン

キリック
- シフォンノベルズ☆

K-アド･プランニング
- AI-M文庫☆
- AI-Mロマン文庫☆
- Milk Crown☆（出版社消滅後は一部の作品を桜雲社が引き継ぐ）

キルタイムコミュニケーション
- ショコラシュクレノベルズ★

クリエイティブエンタテインメント
- メローチュ文庫☆

幻冬舎コミックス
- LOVE xxx BOYS☆（コミックと共通レーベル）

コアマガジン
- バニラ新書★
- バニラノベルス★
- バニラロマンス★

コアラブックス
- MoonLight Romance★ ※フォー・シーズン

コスミック出版（旧・コスミックインターナショナル）
- コスミックロマンス★
- マリーローズ文庫

サニー出版
- サニーサイドロマンス★

三交社
- ガブリエラ文庫 ※メディアソフト
- ガブリエラ文庫プラス ※メディアソフト
- ラルーナ文庫 ※シーラボ
- ラルーナ文庫オリジナル☆

ジェーシー出版
- ガイ・ノベルズ★ ※ヒット出版社

ジャパンネイチャーフォトクラブ
- JNPC NOVELS★

祥伝社
- SPARK NOVELS★

心交社
- ショコラノベルス★

新潮社
- プリシラブックス★ ※パブリッシングリンク

新風舎
- Jam Plusノベルズ★

スコラ
- パパイヤROMANCE★
- ルチルノベルズ★（出版社消滅後はブランドを幻冬舎コミックスが引き継ぐ）

スコラマガジン（蒼竜社）
- Holly Novels★

ソニー・マガジンズ
- ヴェルヴェット・ノベルズ★

大洋図書
- SHY FANTASY★
- SHY文庫

竹書房
- タナトス文庫
- REIJIN NOVELS★

テイアイエス
- テディ文庫

DeNIMO
- Liamノベルス☆

天海社
- LUNA文庫☆
- ROSE文庫☆

冬水社（旧・吉祥寺企画）
- ラキッシュ・ノベルズ★

徳間書店
- 徳間AMキャラ文庫 → 徳間キャラ文庫

永岡書店
- ベリーノベルズ★

成美堂出版
- クリスタル文庫

日本文芸社
- KAREN新書★ ※秋水社
- KAREN文庫 ※秋水社

ニューメディアプレス（ネットワーク出版）
- フレジェロマンス文庫☆
- スイート蜜ラブBL文庫☆
- ホワイトロマンBL文庫☆

ハーパーコリンズ・ジャパン
ハーレクイン
- アンジェリカ★
- TL◆蜜姫文庫チュチュ☆
- TLボンボンショコラ文庫☆

ハイランド
- ラキアノベルズ★
- ラキア・スーパーエクストラ・ノベルズ★

白泉社
- 花丸ノベルス★

パブリッシングリンク
- エールブランシュ☆
- 乙女チック★官能☆

パラダイム
- GLASS BLUE NOVELS★
- ディアノベルス☆
- Blue Mint Novels★

ヒカリコーポレーション（旧・ひかり出版）
- パッションノベルズ★

ビブロス（旧・青磁ビブロス）
- ビーゲームノベルズ★
- ビーボーイスラッシュノベルズ★（出版社消滅後はブランドをリブレ出版が引き継ぐ）
- ビーボーイノベルス★（同上）

風林館
- 風林NOVELS★

フォーセット
- ラブリィキス文庫／ディープラブ文庫☆

二見書房
- シャレードブックス★

ブライト出版
- プリエール文庫 （大誠社から版元移行）
- LiLiK文庫
- ローズキーノベルズ★
- ローズキー文庫

プランタン出版
- プラチナ文庫
- ラピス文庫

フロム出版
- アドニスノベルス★

フロンティアワークス
- ダリアエロチカBooks☆
- ダリアノベルズ★
- ダリア文庫

文苑堂
- BasiLノベルズ★ ※ドリームメーカー

文芸社
- ピーチ文庫

芳文社
- HANAOTO NOVELS★

ホビージャパン
- シンデレラノベルス★

マイクロマガジン社
- キルシェノベルズ★

マガジン・マガジン
- JUNEノベルズ★
- ピアスノベルズ★

まんだらけ出版部
- ライブノベルス★

ミリオン出版
- Clear NOVELS★
- DEEP collection★

ムービック
- EASY BOOKS★
- GENKI NOVELS★
- ドルチェノベルズ★
- ルナノベルズ★

メディアチューンズ
- 月夜見ライブラリー☆

メディアックス
- さらさ文庫（版元変更の上ジュリエット文庫に継承）

モバイルメディアリサーチ
- プリンセス文庫☆

夕霧文庫
- フリチラリア文庫☆

雄飛
- アイノベルズ★

ユニ報創（旧・ワンツーマガジン社）
- アルルノベルズ★

リーフ出版
- CVノベルズ★
- リーフノベルス★

リブレ出版
- 乙蜜ミルキィ文庫
- 乙蜜ミルキィプレミアム★

ワニブックス
- キララノベルズ★

ワニマガジン社
- メガヒットロマンス★

## ライト文芸
出版社からライトノベルと一般層の中間として作られたレーベル。ライト文芸、キャラクター小説、キャラクター文芸、キャラノベなどと呼ばれている。
KADOKAWA
アスキー・メディアワークス
- メディアワークス文庫 - MW文庫Headline（電撃の単行本と合同）

角川書店
- 角川文庫（キャラクター文芸編集部）
- 角川ホラー文庫（キャラクター文芸編集部）

富士見書房
- 富士見L文庫

幻冬舎
- 幻冬舎文庫（幻冬舎文庫のキャラクターノベル）

講談社
- 講談社タイガ

光文社
- 光文社キャラクター文庫

三交社
- SKYHIGH文庫

集英社
- 集英社オレンジ文庫

小学館
- 小学館文庫キャラブン!

新潮社
- 新潮文庫nex

スターツ出版
- スターツ出版文庫

宝島社
- 宝島社文庫（このミス大賞シリーズ）

ティー・オーエンタテインメント
- TO文庫

一二三書房
- 一二三文庫

二見書房
- 二見サラ文庫

ポプラ社
- ポプラ文庫ピュアフル （旧・ピュアフル文庫 - ジャイブ）

マイクロマガジン社
- ことのは文庫

マイナビ出版
- ファン文庫

### 休廃刊したレーベル（ライト文芸）
朝日新聞出版
- 朝日エアロ文庫

一迅社
- メゾン文庫

インターグロー（発売：主婦の友社）
- すこし不思議文庫

新紀元社
- ポルタ文庫

白泉社
- 招き猫文庫

KADOKAWA
メディアファクトリー
- MF文庫ダ・ヴィンチmewシリーズ

LINE
- LINE文庫

## ケータイ小説
ライトノベルのように、イラストを表紙にしたり掲載している作品もあるケータイ小説レーベル。
KADOKAWA
アスキー・メディアワークス
- 魔法のiらんど文庫

集英社
- ピンキー文庫

小学館
- エンジェル文庫

スターツ出版
- ケータイ小説文庫
- 野いちご文庫

## 児童文学
ライトノベルと同じように漫画やアニメ調の挿絵があるものの、内容を児童向け図書として配慮しているレーベル。文庫と名はつくが基本的に新書サイズで刊行される。★は新書。
岩崎書店、金の星社、童心社、理論社
- フォア文庫★

KADOKAWA
- 角川つばさ文庫★

講談社
- 青い鳥文庫★

集英社
- 集英社みらい文庫★

小学館
- ちゃおノベルズ★
- 小学館ジュニア文庫★
- 小学館ジュニアシネマ文庫★

スターツ出版
- 野いちごジュニア文庫★

双葉社
- 双葉社ジュニア文庫★

PHP研究所
- PHPジュニアノベル★

ポプラ社
- ポプラカラフル文庫（旧・カラフル文庫 - ジャイブ）★
- ポプラポケット文庫★
- ポケット・ショコラ★
- ポプラキミノベル★

## その他のレーベル
ファンの間でライトノベルに分類される小説を多数刊行しているレーベルに以下のものがある。
★は新書・単行本。☆は電子書籍。
朝日新聞出版
- 朝日文庫ソノラマセレクション

アルファポリス
- アルファポリス文庫

ヴィレッジブックス
- ヴィレッジブックスedge

AMG出版
- AMGブックス

潮出版社
- 潮文庫

KADOKAWA
角川書店
- 角川文庫
- 小説屋sari-sari☆

メディアファクトリー
- MF文庫ダ・ヴィンチ

角川春樹事務所
- ハルキ文庫 ・ヌーヴェルSFシリーズ

河出書房新社
- 河出文庫

幻冬舎
- 幻冬舎文庫

廣済堂出版
- モノノケ文庫

講談社
- 講談社文庫
- 講談社キャラクター文庫
- 講談社ノベルス★

光文社
- 光文社文庫
- カッパ・ノベルス★

実業之日本社
- 実業之日本社文庫

集英社
- 集英社文庫

祥伝社
- 祥伝社文庫
- 祥伝社ノン・ノベル

新潮社
- 新潮文庫
- 新潮文庫ファンタジー･ノベルシリーズ（廃刊）

新風舎（2008年経営破綻）
- 新風舎文庫

スターツ出版
- Berry's Books★
- ベリーズ文庫
- マカロン文庫☆

宝島社
- 宝島社文庫
- このミステリーがすごい!文庫

竹書房
- 竹書房文庫
- タソガレ文庫

徳間書店
- 徳間文庫
- トクマ・ノベルズ★

東京創元社
- 創元推理文庫
- 創元SF文庫

ハーパーコリンズ・ジャパン
- マーマレード文庫

早川書房
- ハヤカワ文庫JA
- ハヤカワ文庫FT

双葉社
- 双葉文庫

文藝春秋
- 文春文庫

## ライトノベル雑誌
☆は電子書籍。
現在発行されているライトノベル雑誌
- ドラゴンマガジン（KADOKAWA - 富士見書房）

かつて発行されていたライトノベル雑誌
- Cobalt（集英社）
- ザ・スニーカー（角川書店）
- キャラの!（旧・Novel JAPAN、ホビージャパン）
- 電撃文庫MAGAZINE（KADOKAWA - アスキー・メディアワークス）
- GA文庫マガジン（旧・GAマガジン、ソフトバンククリエイティブ）☆
- 小説ウィングス（新書館）

## ライトノベルを取り扱う定期刊行誌
現在発行されているライトノベルを取り扱う定期刊行誌
- このライトノベルがすごい!（宝島社）

かつて発行されていたライトノベルを取り扱う定期刊行誌
- ライトノベル・フロントライン（青弓社）